# شاه‌پسند ارغوانی
شاه‌پسند ارغوانی (نام علمی: Verbena bonariensis) نام یک گونه از سرده شاه‌پسند است.